# بانرز لیک (ویسکانسین)
بانرز لیک (به انگلیسی: Bohners Lake) یک منطقهٔ مسکونی در ایالات متحده آمریکا است که در Burlington (town) واقع شده‌است. بانرز لیک ۶٫۰ کیلومتر مربع مساحت و ۲٬۴۴۴ نفر جمعیت دارد و ۲۵۸ متر بالاتر از سطح دریا واقع شده‌است.